# Alexander Olegowitsch Muchin
Alexander Olegowitsch Muchin (russisch Александр Олегович Мухин; * 29. April 2002 in Serpuchow) ist ein russischer Fußballspieler.

## Karriere

### Verein
Muchin begann seine Karriere bei Lokomotive Moskau. Zur Saison 2020/21 rückte er bei Lok in den Kader des drittklassigen Farmteams Lokomotive-Kasanka Moskau. Für Kasanka kam er bis zur Winterpause zu neun Einsätzen in der Perwenstwo PFL. Im Januar 2021 wechselte er zum FK Rostow, bei dem er zunächst für die U-19 spielte. Im Februar 2021 stand er erstmals im Kader der Profis, in der Saison 2020/21 kam er aber noch nicht zum Zug.
Im März 2022 gab er schließlich gegen Rubin Kasan sein Debüt in der Premjer-Liga. In der Saison 2021/22 kam der Verteidiger zu sechs Einsätzen in der höchsten russischen Spielklasse. In der Saison 2022/23 wurde er bis zur Winterpause nicht eingesetzt. Daraufhin wurde Muchin im Februar 2023 an den Zweitligisten FK Ufa verliehen.

### Nationalmannschaft
Muchin spielte zwischen 2017 und 2019 von der U-15 bis zur U-18 21 Mal für russische Jugendnationalteams. Mit der U-17-Auswahl nahm er 2019 an der EM teil. Während des Turniers kam er zu zwei Einsätzen, die Russen schieden allerdings punktelos in der Vorrunde aus.